# Бурхан Імад-шах
Бурхан Імад-шах (перс. برهان عماد شاه; нар. 1558 — 1574) — 4-й султан Берару у 1558—1568 роках.

## Життєпис
Син Дар'ї Імад-шаха. Народився 1558 року. Посів трон 1561 року, але з огляду на малий вік регентом став впливовий військовик Туфал-хан Дахні. Невдовзі останній надав допомогу хандеському султану Мірану Мубарак-шаху у відбитті могольського вторгнення.
1565 року регент відправив військо, яке брало участь разом з іншими деканськими султанатами в битві біля Талікоту, де зазнала поразки Віджаянагарська імперія. Того ж року володіння Бурхан Імад-шаха було атаковано ахмеднагарським султаном Муртазою Нізам-шахом I спільно з біджапурським султаном Алі Аділ-шахом I. Вороги відступили лише через сезон дощів, але державу було сильно сплюндровано.
1566 року було завдано поразки хандеському султану Мірану Мухаммад-шаху II, що вдерся до Берару. 1568 року Бурхана Імад-шаха було повлаеон Туфал-ханом, що став новим султаном. Колишній правитель опинився в ув'язненні в фортеці Берару.
1572 року після повалення Туфал-хана ахмеднагарськими військами туфал разопив з собою Бурхана, перебравшись до фортеці Нарнала. 1574 року тут вони були схоплені і доставлені в одну з фортець Берарського султанату, де невдовзі Бурхан і Туфал померли за підозрілих обставин: від отруєння або задухи. Берарський султанат було приєднано до Ахмеднагарського.